# 圣雅克达蒂雪
圣雅克达蒂雪（法語：Saint-Jacques-d'Atticieux，發音：[sɛ̃ ʒak datisjø]）是法国阿尔代什省的一个市镇，位于该省北部，属于罗讷河畔图尔农区。

## 地理
圣雅克达蒂雪（45°20'5"N, 4°40'4"E）面积4.97 平方千米，位于法国奥弗涅-罗讷-阿尔卑斯大区阿尔代什省，该省份为法国东南部内陆省份，北起顺时针与卢瓦尔省、伊泽尔省、德龙省、沃克吕兹省、加尔省、洛泽尔省和上盧瓦爾省接壤。
与圣雅克达蒂雪接壤的市镇（或旧市镇、城区）包括：布罗桑克、萨瓦、万济约、圣阿波利纳尔、圣于连莫兰莫莱特。
圣雅克达蒂雪的时区为UTC+01:00、UTC+02:00（夏令时）。

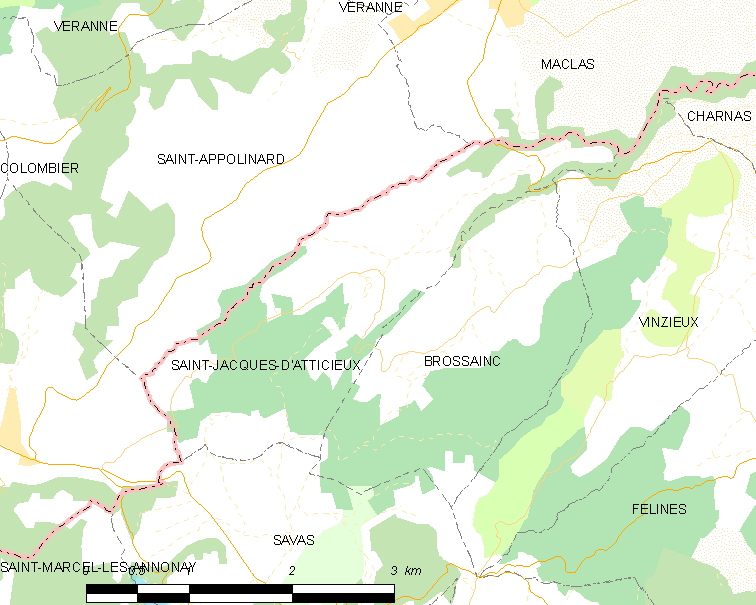
圣雅克达蒂雪的OSM定位图

## 行政
圣雅克达蒂雪的邮政编码为07340，INSEE市镇编码为07243。

## 政治
圣雅克达蒂雪所属的省级选区为萨拉县。

## 人口

1962-2008年间圣雅克达蒂雪人口变化图示

圣雅克达蒂雪于2022年1月1日时的人口数量为279人。